# Disparues
Pour plus de détails, voir Fiche technique et Distribution.
Disparues (hangeul : 경성학교: 사라진 소녀들, RR : Gyeongseonghakgyo: Sarajin sonyeodeul, littéralement « L'école de Gyeongseong : les filles disparues ») est un thriller à énigme sud-coréen écrit et réalisé par Lee Hae-yeong, sorti en 2015.
En France, il est intitulé Disparues pour la télévision sur Netflix.

## Synopsis
Durant la colonisation japonaise, en 1938 précisément, une jeune fille arrive dans une école pensionnaire à Keijyo — Séoul, de nos jours, où il se passe des choses étranges à croire qu'il s'agit pourtant un sanatorium, un tel endroit pour soigner et éduquer les jeunes filles…

## Fiche technique
source : Korean Movie Database
- Titre : Disparues[1]
- Titre original : 경성학교: 사라진 소녀들 (Gyeongseonghakgyo: Sarajin sonyeodeul)
- Titre provisoire : 소녀 (RR : Sonyeo, littéralement « Fille »)
- Titre anglais : The Silenced
- Réalisation : Lee Hae-yeong
- Scénario : Lee Hae-yeong
- Décors : Han Ah-reum
- Costumes : Ham Hyeon-joo
- Photographie : Kim Il-yeon
- Montage : Kim Chang-joo
- Son : Gong Tae-won
- Musique : Dalparan
- Production : Kim Jho Kwang-soo et Shim Hyeon-woo
- Société de production : Generation Blue Films et The Secret Garden
- Société de distribution : Lotte Entertainment
- Pays d'origine :  Corée du Sud
- Langue originale : coréen
- Format : couleur - 1.85 : 1
- Genre : thriller à énigme
- Durée : 99 minutes
- Dates de sortie :
  - Corée du Sud : 18 juin 2015
  - France : 26 août 2016 (télévision, sur Netflix[1])

## Distribution
- Park Bo-young : Joo-ran
- Uhm Ji-won : la directrice
- Park So-dam : Yeon-deok
- Kong Ye-ji : Yuka
- Joo Bo-bi : Kihira
- Park Seong-yeon : la professeur de vie

## Accueil
Sortie internationale
The Silenced est sorti le 18 juin 2015 au Corée du Sud.
En France, il est diffusé le 26 août 2016 sur Netflix sous le titre Disparues.
Box-office
| Pays ou région | Box-office      | Date d'arrêt du box-office | Nombre de semaines |
| -------------- | --------------- | -------------------------- | ------------------ |
| Corée du Sud   | 356 415 entrées | 9 août 2015                | 6                  |

The Silenced attire 356 000 spectateurs dans 489 salles obscures en six semaines, en Corée du Sud.

## Distinctions
Récompenses
- Korea World Youth Film Festival 2015 : Actrice favorite pour Park Bo-young
- Grand Bell Awards 2015 : Meilleure lumière pour Kim Min-jae
- Blue Dragon Film Awards 2015 : Prix de la popularité pour Park Bo-yeong
- Pusan Film Critics Awards 2015 : Meilleure nouvelle actrice pour Park So-dam
- Chunsa Film Art Awards 2016 : Meilleure actrice dans un second rôle pour Uhm Ji-won

Nominations
- Buil Film Awards 2015 :
  - Meilleure nouvelle actrice pour Park So-dam
  - Meilleurs décors pour Han Ah-reum
  - Meilleure musique de film pour Dalparan
- Grand Bell Awards 2015 :
  - Meilleure nouvelle actrice pour Park So-dam
  - Prix des effets spéciaux pour Park Ui-dong
  - Prix de la popularité pour Park Bo-young
- Blue Dragon Film Awards 2015 : Meilleure nouvelle actrice pour Park So-dam
- Chunsa Film Art Awards 2016 : Prix technique
- Baeksang Arts Awards 2016 : Meilleure actrice dans un second rôle pour Uhm Ji-won